# Out of My Mind (singel)
„Out of My Mind” to dwudziesty ósmy singel angielskiego zespołu Duran Duran, z albumu "Medazzaland", ale ukazał się jako jedna z piosenek ze ścieżki dźwiękowej filmu Święty z 1997 roku. 

## Piosenka
„Out of My Mind” była ostatnią z trzech piosenek napisanych przez Simona Le Bona dla przyjaciela Davida Milesa.

Pozostałe zadedykowane single to "Do You Believe in Shame?" oraz "Ordinary World".